# Ophrys insectifera
 Ophrys insectifera  L. es una especie de orquídea monopodial y terrestre. Es la llamada orquídea mosca.  
Etimología
Ver: Ophrys, Etimología
Del latín "insectifera"="que porta un insecto" refiriéndose a su labelo.

## Hábitat
Esta especie de hábito terrestre  monopodial  se distribuye por toda Europa desde Irlanda hasta Rumania y Rusia. En prados, garrigas, arbustos y bosques. Alcanzan una altura de 40 cm.

## Descripción
Durante el verano estas orquídeas están durmientes como un bulbo subterráneo, tubérculo, que sirve como una reserva de alimento. Al final del verano-otoño desarrolla una roseta de hojas. También un nuevo tubérculo empieza a desarrollarse; madura la primavera siguiente, entonces el viejo tubérculo muere lentamente. En la primavera siguiente el tallo floral empieza a desarrollarse, y durante la floración las hojas ya comienzan a marchitarse.

La mayoría de las orquídeas Ophrys dependen de un hongo simbionte; no pueden ser trasplantadas debido a esta simbiosis. Desarrollan sólo un par de pequeñas  hojas alternas. Las pequeñas hojas basales forman una roseta pegadas a ras de suelo. Son oblongo lanceoladas redondeadas sin identaciones tienen un color verde azulado. Se desarrollan en otoño y pueden sobrevivir las heladas del invierno.

Ophrys insectifera es una orquídea terrestre que tiene un tubérculo subterráneo, globular, y pequeño del cual sale el tallo floral erecto sencillo y sin ramificaciones de unos 40 cm . Las flores poseen un labelo de gran tamaño, trapezoide y velludo. El labelo tiene tres lóbulos con los laterales que están vueltos hacia adelante con unos pelos finos y sedosos, estos lóbulos son pequeños y parecen las alas de un insecto. El lóbulo intermedio es más grande que los laterales y parece el cuerpo de un insecto con dos identaciones velludas y de color marrón oscuro con una banda intermedia ancha glabra de color gris.

Esta variedad tiene los sépalos iguales en tamaño y en consistencia de unos 7 mm de longitud y un color verde claro. Los pétalos más internos son bastante más finos y pequeños que los sépalos y hacen como las antenas del insecto.  De dos a diez flores se desarrollan en el tallo floral con hojas basales. Las flores son únicas, no solo por su inusual belleza, gradación de color y formas excepcionales, sino también por la ingenuidad con la que atraen a los insectos. Su labelo imita en este caso al abdomen de una abeja. Esta especie es muy variable en sus dibujos y gradación de color. Florecen en junio.

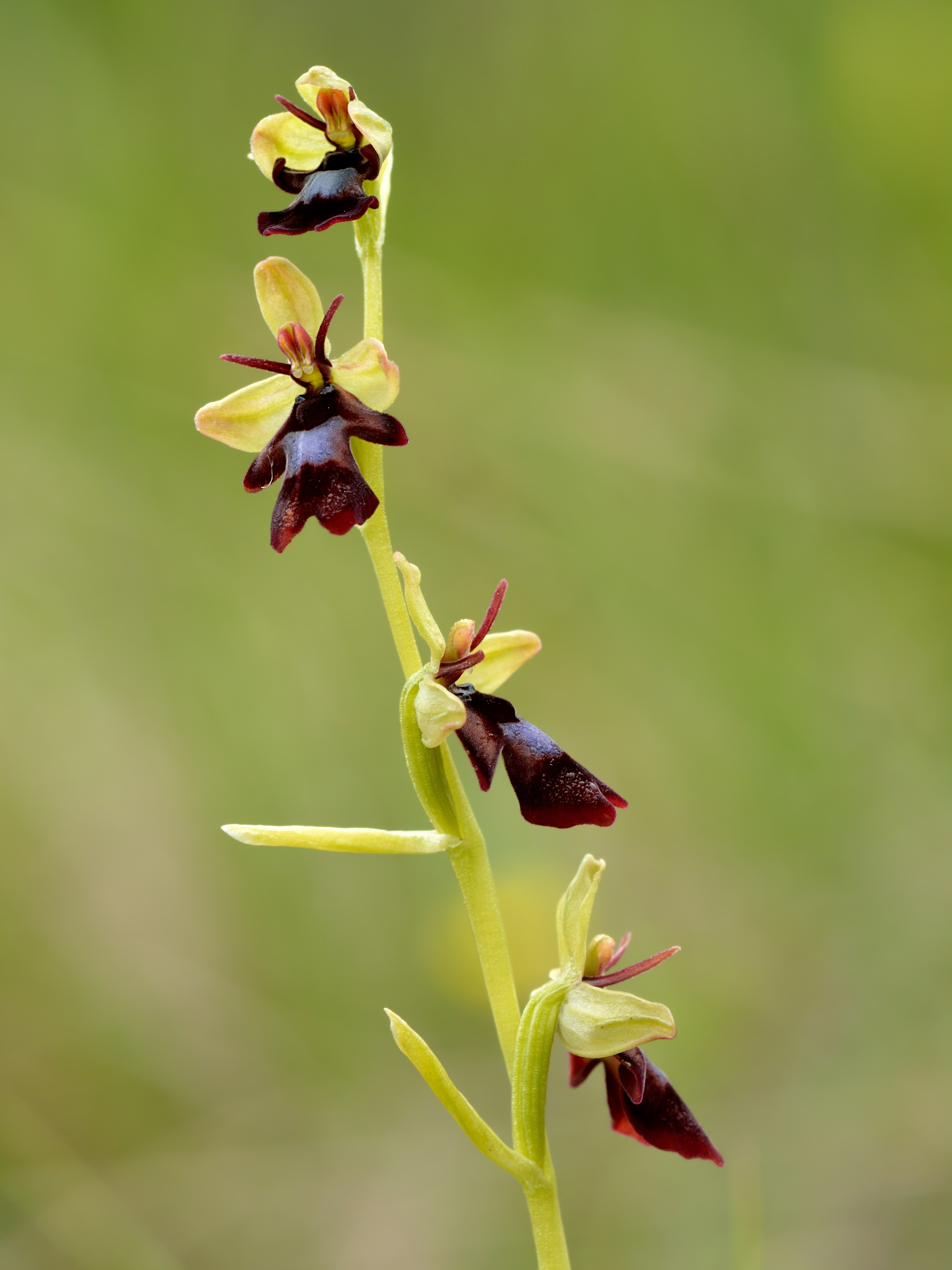
Ophrys insectifera

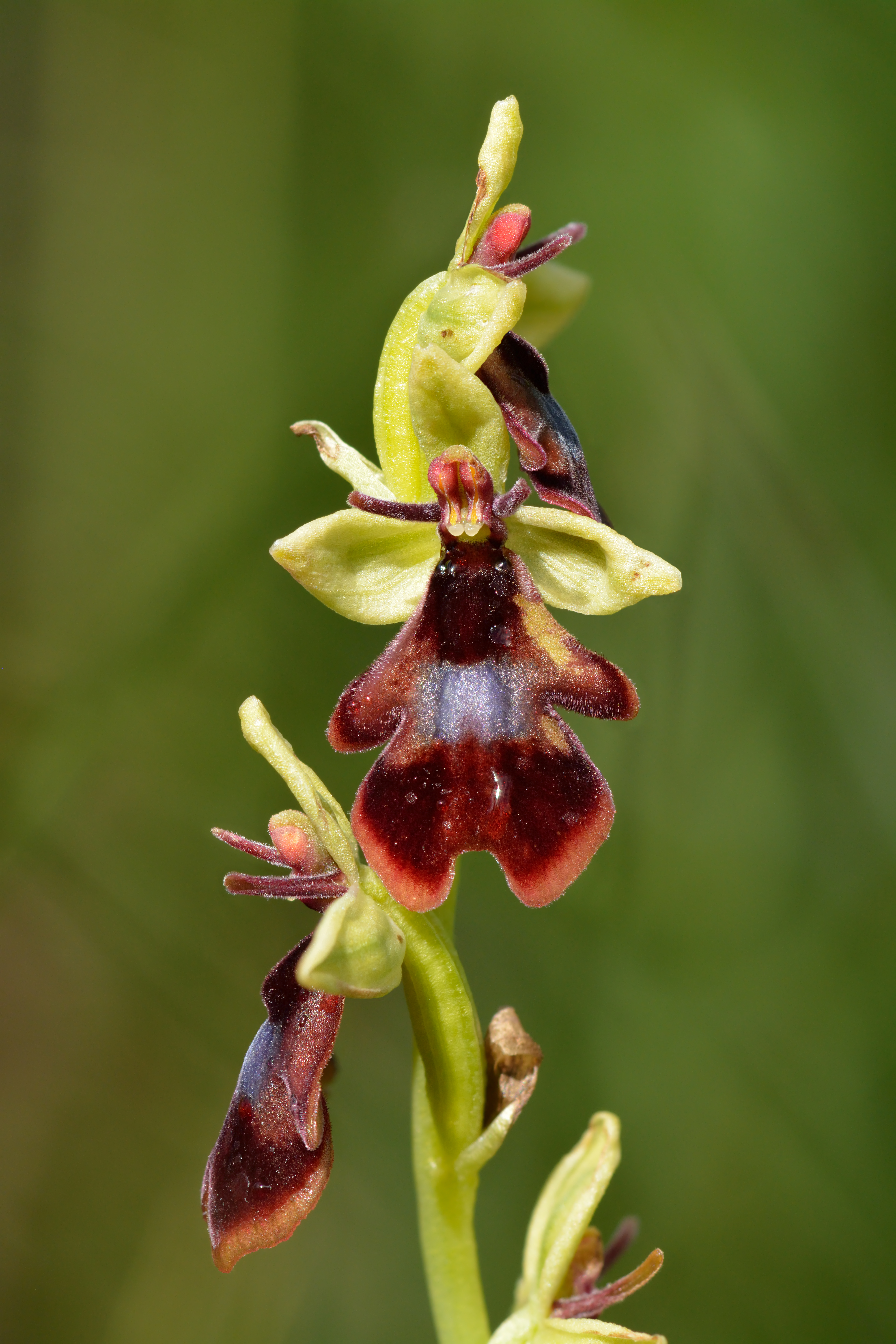

Esta sugestión visual lleva a una polinización mímica. Sirve como reclamo íntimo, acrecentado por la producción de la fragancia de la hembra del insecto en celo. Tales feromonas hacen que el insecto macho se acerque a investigar. Esto ocurre solamente en el período determinado en el que los machos están en celo y las hembras no han emergido aún. El insecto está tan excitado que  empieza a copular con la flor. Esto se denomina "pseudocopulación", la firmeza, la suavidad, y los pelos aterciopelados del labelo, son los mayores incentivos, para que el insecto se introduzca en la flor. Las polinias se adhieren a la cabeza o al abdomen del insecto. Cuando vuelve a visitar otra flor las polinias golpean el estigma. Los filamentos de las polinias durante el transporte cambian de posición de tal manera que los céreos granos de polen puedan tocar al estigma, tal es el grado de refinamiento de la reproducción. Si los filamentos no toman la nueva posición las polinias podrían no haber fecundado la nueva orquídea.

Cada especie de Ophrys tiene su propio insecto polinizador y depende completamente de esta especie polinizadora para su supervivencia. Lo que es más los machos embaucados es probable que no vuelvan o incluso que ignoren plantas de la misma especie. Por todo esto solamente cerca del 10 % de la población de Ophrys llega a ser polinizada. Esto es suficiente para preservar la población de Ophrys, si se tienen en cuenta que cada flor fertilizada  produce 12.000 diminutas semillas.

## Subespecies
- - Ophrys insectifera subsp. insectifera (Europa).
  - Ophrys insectifera subsp. tytecaeana (Francia).

## Híbridos naturales
- Ophrys × apicula (O. insectifera × O. sphegodes ssp. araneola) (Europa).
  - Ophrys × apicula nothosubsp. apicula (Europa).
  - Ophrys × apicula nothosubsp. fabrei (O. insectifera subsp. aymoninii × O. sphegodes subsp. arenosa) (Europa).
- Ophrys × devenensis (O. holosericea × O. insectifera) (Europa).
- Ophrys × extorris (O. holosericea × O. insectifera × O. sphegodes) (Austria).
- Ophrys × nelsonii (O. insectifera × O. scolopax) (Francia).
- Ophrys × pietzschii (O. apifera × O. insectifera) (Europa).
- Ophrys × rauschertii (O. apifera × O. insectifera × O. sphegodes) (Europa).
- Ophrys × royanensis (O. drumana × O. insectifera) (Francia)
- Ophrys × tytecana (O. aymoninii × O. insectifera) (Francia)

## Sinonimia

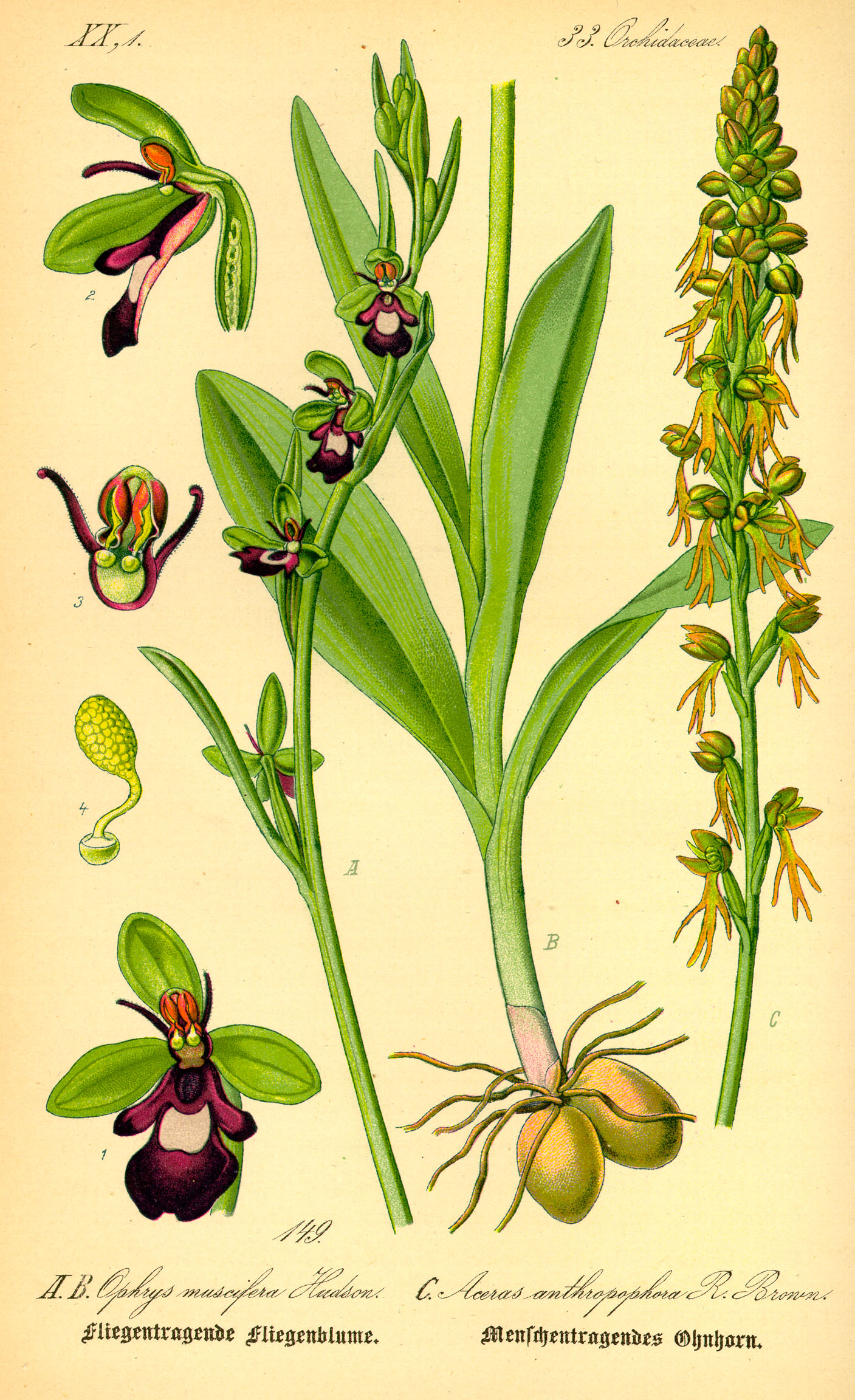
Ilustración Ophrys insectifera

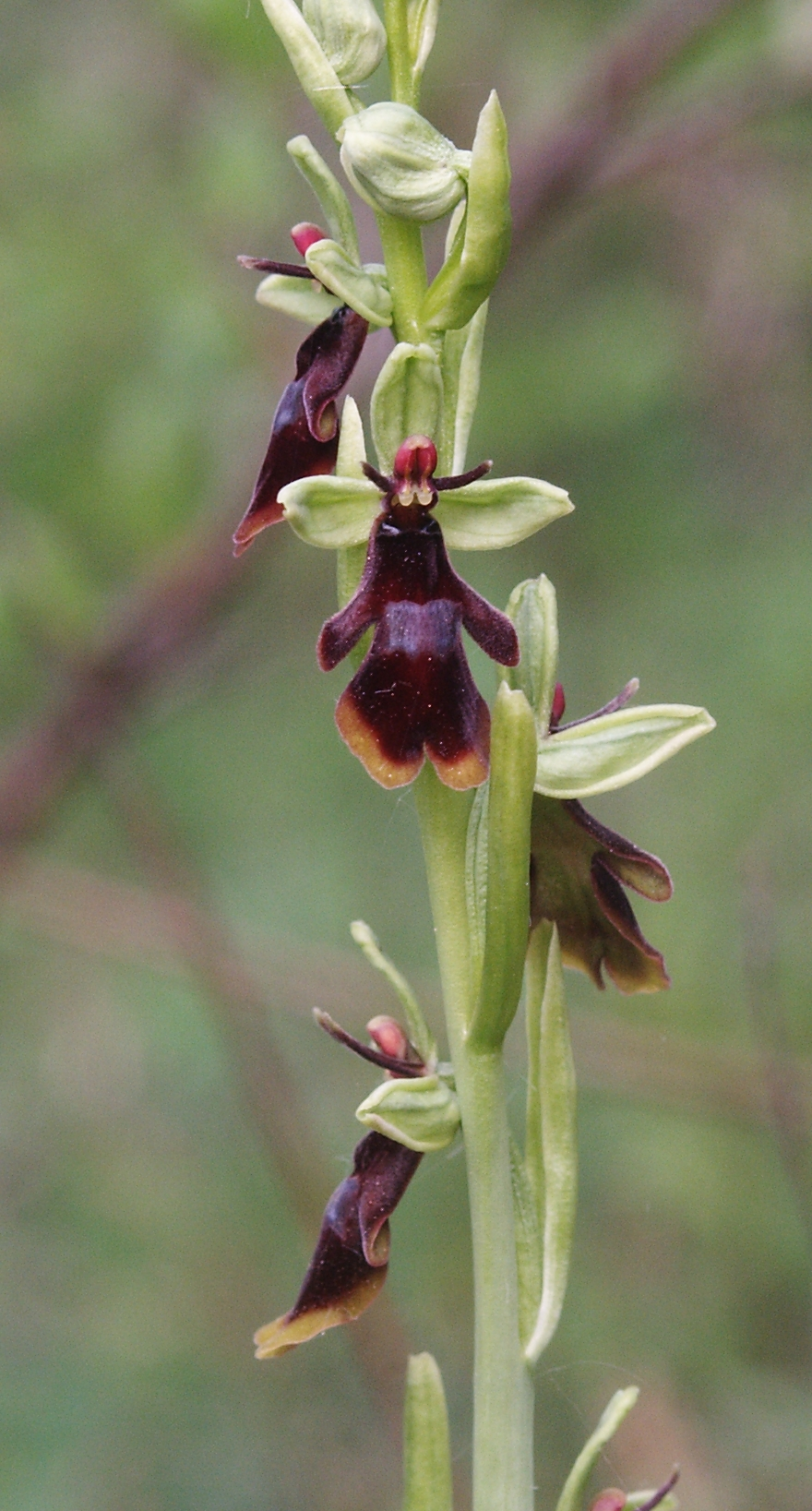

- Arachnites musciflora (Huds.) F.W.Schmidt 1793
- Epipactis myodes (Jacq.) F.W.Schmidt 1795
- Malaxis myodes (Jacq.) Bernh. 1800
- Ophrys insectifera f. apiculata (M.Schulze) Soó 1970 publ. 1971
- Ophrys insectifera f. bombifera (Bréb. ex Rchb.f.) Soó 1970 publ. 1971
- Ophrys insectifera f. dubia (Ruppert) Soó 1970 publ. 1971
- Ophrys insectifera f. longibracteata (Ruppert) Soó 1970 publ. 1971
- Ophrys insectifera f. parviflora (M.Schulze) Soó 1970 publ. 1971
- Ophrys insectifera f. rotundata (Ruppert) Soó 1970 publ. 1971
- Ophrys insectifera f. subbombifera (Ruppert) Soó 1970 publ. 1971
- Ophrys insectifera lus. ochroleuca (E.G.Camus) Soó 1970 publ. 1971
- Ophrys insectifera lus. virescens (Ruppert) Soó 1970 publ. 1971
- Ophrys insectifera lus. viridiflora (A.Camus) Soó 1970 publ. 1971
- Ophrys insectifera var. myodes L. 1753; Ophrys muscaria Scop. ?
- Ophrys muscifera Huds. 1761
- Ophrys muscifera f. apiculata M.Schulze 1894
- Ophrys muscifera f. bombifera Bréb. ex Rchb.f. 1851
- Ophrys muscifera f. dubia Ruppert in W.Zimmerman 1912
- Ophrys muscifera f. longibracteata Ruppert 1924
- Ophrys muscifera f. ochroleuca E.G.Camus 1908
- Ophrys muscifera f. parviflora M.Schulze 1889
- Ophrys muscifera f. rotundata Ruppert 1912
- Ophrys muscifera f. subbombifera Ruppert 1924
- Ophrys muscifera f. virescens Ruppert 1928
- Ophrys muscifera f. viridiflora A.Camus 1929
- Ophrys myodes [L] Jacq. 1781
- Orchis insectifera (L.) Crantz 1769
- Orchis muscaria Scop. 1772
- Orchis muscifera (Huds.) Salisb. 1796
- Orchis musciflora Schrank 1789
- Orchis myodes (Jacq.) Bernh. 1800[1]